# Vukšić
Vukšić es una localidad de Croacia en el ejido de la ciudad de Benkovac, condado de Zadar.

## Geografía
Se encuentra a una altitud de 155 m s. n. m. a 313 km de la capital nacional, Zagreb.

## Demografía
En el censo 2011 el total de población de la localidad fue de 513 habitantes.
| Gráfica de población de Vukšić 1857-2011                            |
|                                                                     |
| Según los censos de población de la oficina estadística de Croacia. |